# Ordre de Guillaume (Prusse)
Pour les articles homonymes, voir Ordre de Guillaume.

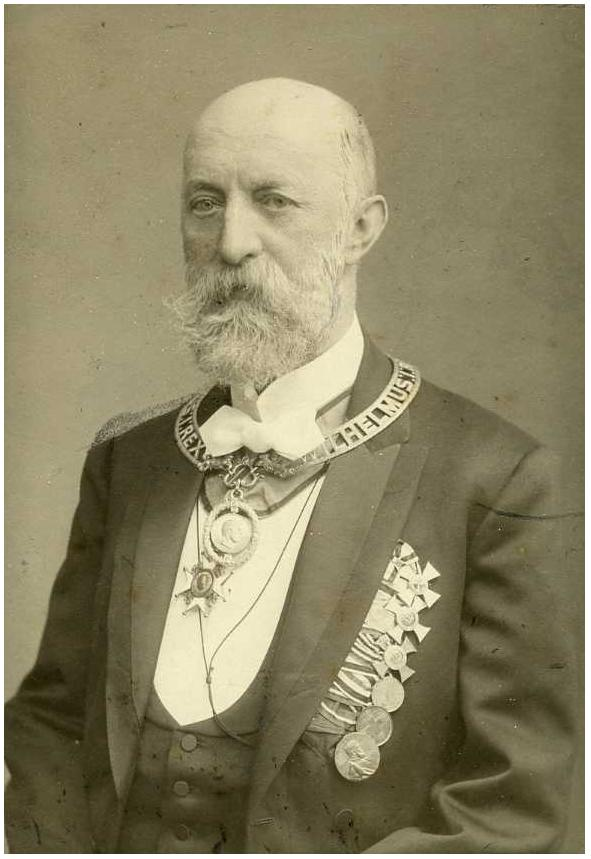
Un inconnu saxon pose avec la chaîne de l'Ordre de Guillaume. Il porte notamment l'Ordre de l'Aigle rouge avec Couronne, l'Ordre de la Couronne avec décoration Croix-Rouge, Médaille de la Croix-Rouge pour service en 1870 et au cou Croix de Commandeur de la Maison Ernestinische.

L'Ordre de Guillaume (en allemand : Wilhelm-Orden) est un ordre de chevalerie, institué le 18 janvier 1896 par l'empereur d'Allemagne et roi de Prusse Guillaume II, et dédié à la mémoire de son grand-père l'empereur Guillaume Ier « le Grand ».

## Attribution
Comme pour la classe civile de Pour le Mérite, l'Ordre de Guillaume a été conçu comme un prix élevé pour service à la science et aux arts.

## Description
L'insigne de l'Ordre se compose d'un médaille en or avec le portrait de Guillaume Ier, entouré d'une couronne d'or et suspendu à un collier lourd en or. Au revers de ce médaillon est inscrit WIRKE IM ANDENKEN AN KAISER WILHELM DEN GROSSEN (en français : Œuvre dans le souvenir de l'Empereur Guillaume le Grand).

Le collier, d'un poids de 222 grammes forme les inscriptions WILHELMUS I REX (en français : Roi Guillaume Ier).

Cette décoration a été conçue par les bijoutiers Emil Weigand et Schultz Otto.

## Récipiendaires de l'Ordre de Guillaume
L'ordre a été très exclusif. 

La première attribution a été faite à Otto von Bismarck. Il y a environ 65 récipiendaires.
- Paul Berthold (de)
- Friedrich von Bodelschwingh père
- Tonio Bödiker (de)
- Helene Donner (de), vers 1893[1]
- Sophie Henschel (de)
- Robert Koch médecin et prix Nobel
- Theodor Lohmann (de)
- Le prince Albert de Prusse Herrenmeister de l'ordre de Saint-Jean en Prusse.
- Henri James Simon
- Heinrich von Stephan
- Egmont Websky (de)

La dernière attribution est celle de la princesse héréditaire Charlotte Elisabeth Auguste de Saxe-Meiningen, le 28 août 1913.